# ロマゾフィー協会事件
ロマゾフィー協会事件（ロマゾフィーきょうかいじけん）とは、霊能団体・新宗教団体を自称していたグループ「ロマゾフィー協会」が2010年に引き起こした事件である。

## 沿革
2002年設立。ロマゾフィーとは「想智学」の意で、ルドルフ・シュタイナーのアントロポゾフィーを基礎に発展させたものと代表者は主張していた。代表者は幼少時から霊の存在を認識していたと主張しており、武蔵大学の日本文化学科を卒業後は共済組合や出版社に勤めた後、1995年から本格的な修業を始めた。この頃、手術で全身麻酔をかけられたことが霊的覚醒につながったと主張している。2000年には元OLと結婚、自らを代表、妻を副代表として協会を設立した。協会設立後は各地で霊能・除霊などの研究・啓蒙・普及と称した活動を開始した。
2009年頃から代表は「ミニスカは霊的に正しい力がある」「ミニスカの着用で地震が減る」と主張、女性信者にミニスカートを着用させるようになり、独特の服装の信者が出入りする代表夫妻宅は近隣住民からも奇異の目で見られるようになっていた。

## 事件
2010年9月、会員の女性に対する傷害容疑で代表夫妻が逮捕された。被害女性は2007年に入会、2009年10月以降は夫妻宅に住み込み、家事を行っていたが、11月頃から夫妻は家事がいい加減だとして常習的にこの女性に暴力を加えるようになった。2011年4月には50cmの木の棒でこの女性の腰や尻を4時間にわたり、数十回殴った。全治2週間の怪我を負った女性は夫妻宅を脱出、田園調布署に逃げ込み、事態が発覚した。代表は当初妻がやったことと主張、妻は「尻に活を入れた」「しつけ」などと主張していたが、後に代表も暴行に加わったことを認めた。
この逮捕と前後して「ロマゾフィー協会被害者の会」が結成され、夫妻が暴力と脅迫で信者を支配する協会の実態が明らかとなっていった。夫妻は最初の逮捕容疑に加え、脱会した元信者から返金を迫られ、男性幹部から計1357万円を脅し取り返金に充当していた事例や、女性会員に暴行を加え、この女性に当時の勤務先を退職し、家事に専念するよう強要した事例でも追及を受けることになった。信者の証言によれば、暴行には夫妻の子供も加わっていたという。霊視や除霊ができるという代表の主張も全て嘘だったことも判明した。
2011年3月、東京地裁は代表に懲役4年6月、妻に3年6月の実刑判決を言い渡した。事件をめぐっては以前協会に籍を置いていた声優のチャン・リーメイが一時活動を自粛したり、代表の著書を出版していた出版社が著書販売を取り止めるなど、副次的な影響も出た。